# COMIC1
COMIC1（こみっくいち）は、COMIC1準備会が主催する、オールジャンルの同人誌即売会である。年2回、ゴールデンウィーク期間中と10月の半ば頃に東京国際展示場（東京ビッグサイト）にて開催される。2017年からは秋にも開催されるようになった。

## 概要
2005年まで開催されていた同人誌即売会コミックレヴォリューションにおいて、実務を取り仕切っていた市川孝一を代表に、2006年にCOMIC1（コミックいち）準備会が発足。2007年4月に第1回が開催された。市川は2006年9月、コミックマーケット準備会共同代表の1人となったが、コミックマーケットとは独立したイベントとして開催が続いている。COMIC1☆7終了後の2013年5月6日に、代表を池上巌とする旨、市川から宣言された。
COMIC☆8では、前代表の市川の協力の下、ビジュアルアーツ社長の馬場隆博が新たに立ち上げたコンテンツ展示会「character1」が関連イベントとして開催された。「character1」が開催された影響により、「DreamParty」の開催を終了へと追い込んだ。なお、2023年には「character1」の開催は終了し、主催会社であるキャラワングローバルマネジメント株式会社は解散・登記閉鎖されている。
入場時に「カタログ」の提示が義務づけられており、事実上の有料入場制である。
SUPER COMIC CITY（女性向けの占める割合が高い）と同様、冬コミと夏コミの間を埋める役割を果たしている。

## コミックレヴォリューションとの関係
代表の市川は、2005年に開催終了したコミックレヴォリューションでは館内担当責任者であり、コミックレヴォリューション終盤では全体を取り仕切っていた。この点と、開催時期や主要な参加サークルの顔ぶれが同イベントを引き継いだものになっていることから、COMIC1をコミックレヴォリューションの後継イベントとみなす動きもある。しかし公式にはそのような発表は無く、COMIC1側も「ご想像にお任せいたします」と言及するに留めている。
なお、2007年4月に公式サイトにて行われたエイプリルフール企画では、コミックレヴォリューションのカタログに連載されていた漫画「キクコが行く」のCOMIC1バージョンがトップページに掲載されるなどの風刺が行われ、公式サイト『COMIC1<よくある質問>』でも「ぶっちゃけ、レヴォですか?」の質問に、この日だけ「そうです」と答えていた。この質問と応答は翌年以降のエイプリルフール企画でも使用されている。

## 歴史
COMIC1
2007年4月30日に東京ビッグサイトにて開催され、入場者数は約25,000人だった。当初、西4ホールのみでの開催を予定していたが、募集1,000サークルに対して1,500以上とそれを大幅に上回るサークルの応募があり、西3ホールを追加しての開催となった。
COMIC1☆2
2008年4月27日に東京ビッグサイト東1・2ホールで開催された。第2回のサークル募集当初は、第1回と同じく西3・4ホールでの開催予定だったが、募集1,500サークルに対して前回を大幅に上回る2,500以上のサークルによる申し込みがあった為、会場を東1・2ホールへ急遽変更し規模を拡大して開催された。
COMIC1☆3
2009年4月26日に東京ビッグサイトにて開催。当初は東5・6ホールで開催の予定だったが、2,500サークルの応募に対して3,300以上のサークルの申し込みがあったため、東4・5・6ホールに拡大して開催された。
COMIC1☆4
2010年4月29日に東京ビッグサイトにて開催。東駐車場が借りられなかったため、東4ホールを一般参加者の待機場として借りて、即売会は東5・6ホールで開催する予定だったが、前回と同じく2,500サークルの応募に対して3,300以上のサークルの申し込みがあったため、東4・5・6ホールに拡大して開催された。
COMIC1☆5
東日本大震災の影響で一度は開催が危ぶまれたが、2011年5月1日に東京ビッグサイトにて開催、初の5月開催となった。即売会は東4・5・6ホールにて行われ、またこの回では美少女ゲーム中心のコンテンツ展示会「DreamParty」（東2・3ホール）、コスプレイベントの「ビッグコスプレ博」（展示ホールと屋外スペース）も同じ日に東京ビッグサイトにて開催された。ただし、これらのイベントは共催ではない。
COMIC1☆6
2012年4月30日に東京ビッグサイト東1・2・3ホールにて開催された。申込み受付数は約3,300sp。
COMIC1☆7
2013年4月28日に東京ビッグサイト東4・5・6ホールにて開催された。場所は、開催が決定した2012年10月4日に予告されたものと同じ。2,500スペースの募集に対し、3,300を超えるサークルの申込み受付がなされた。
COMIC1☆8
2014年4月29日に東京ビッグサイト東4・5・6ホールにて開催された。「character1 2014」が関連イベントとして開催された。
COMIC1☆9
2015年5月2日に東京ビッグサイト東1・2・3ホールにて開催された。「character1 2015」も関連イベントとして開催された。
COMIC1☆10
2016年5月1日に東京ビッグサイト東4・5・6ホールにて開催された。「character1 2016」も関連イベントとして開催され、「おそ松さん」グッズが販売されたことから、女性客も集まった。
COMIC1☆11
2017年以降春・秋と2度開催され、春季開催に当たる。2017年4月30日に東京ビッグサイト東4・5・6ホールにて開催された。「character1 2017」も関連イベントとして開催され、こちらは東京ビッグサイト東7・8ホールにて開催された。
COMIC1☆12
2017年10月15日に東京ビッグサイト東4・5ホールにて開催された。また、同日に「博麗神社秋季例大祭」が東京ビッグサイト東1・2・3ホール、「chara1 oct.2017」が東京ビッグサイト東6ホールにて開催された。
COMIC1☆13
2018年4月30日に東京ビッグサイト東4・5・6ホールにて開催された。
COMIC1☆14
2018年10月14日に東京ビッグサイト西3・4ホールにて開催された。
COMIC1☆15
2019年4月29日に東京ビッグサイト西1・2ホールにて開催された。
COMIC1☆16
2019年10月6日に東京ビッグサイト南3・4ホールにて開催された。character1はこれまでの形式から変更し「character1 Street2019」という名前でCOMIC1☆16の内部イベントとして開催された。
COMIC1☆17
2020年に限り、コミックマーケットが5月に行われる予定だったため秋季開催のみとなった。当初は「character1 Street2020」も開催予定だったが、新型コロナウイルス感染症拡大の影響で開催方式の見直しを余儀なくされたため中止となった。2020年10月18日に開催された。
COMIC1☆18（開催中止）
2021年2月7日に開催予定だったが、新型コロナウイルス感染症拡大の影響による緊急事態宣言発令によりイベントの参加人数が5000人に制限されたことに伴い実施が困難と判断されたため、開催中止となった。
特別回 COMIC1×BS祭
2021年1月31日に開催予定だったSDF主催の「東京ビッグサイト BS祭4」と、2月7日に開催予定だった「COMIC1☆18」が新型コロナウイルス感染症拡大の影響による緊急事態宣言発令により中止となったため、当初予定されていた「コミックマーケット99」の開催が延期となったことで、空いた5月4日に開催される予定であったが、緊急事態宣言で使用が禁止されたため、5月23日に青海展示棟に変更し、開催された。
COMIC1☆19
2021年10月10日に東京ビッグサイト南3・4ホールにて開催された。
COMIC1☆20
2022年5月8日に東京ビッグサイト東2・3ホールにて開催された。
COMIC1☆21
2022年10月23日に東京ビッグサイト南3ホールにて開催された。
COMIC1☆22
2023年5月7日に東京ビッグサイト西3・4ホールにて開催された。当初は「character1」も開催予定だったが、美少女ゲームを取り巻く環境が大きく変化したため中止となり、その後事業の終了が発表された。
COMIC1☆23
2023年10月1日に東京ビッグサイト南ホールにて開催された。
COMIC1☆24
2024年4月28日に東京ビッグサイト西3・4ホールにて開催された。
COMIC1☆25
2024年10月13日に東京ビッグサイト南ホールにて開催予定